# Rukidi IV
Oyo Nyimba Kabamba Iguru Rukidi IV (16 de abril de 1992) é o atual rei do Reino de Toro, um estado tradicional localizado em Uganda. O rei é o monarca mais jovem do mundo, ainda que não seja um chefe de um estado soberano. Foi corado em 2010 após completar 18 anos de idade e teve uma cerimônia rica e luxuosa. 

## Biografia
Nasceu em 16 de abril de 1992, durante o reinado de seu pai Olimi III que morreu em 1995 quando o jovem tinha apenas 3 anos. Após um grande debate entre os clãs e algumas reclamações de príncipes ao trono, a ainda criança Oyo foi declarado "Omukama" (Rei) pouco tempo após a morte de seu pai. O jovem príncipe teve os 15 primeiros anos de seu reinado sob a regência de sua tia e sua mãe. A família real de Toro tinha muitos laços com o coronel Gadaffi, ditador da Líbia que ajudou a financiar muitos monumentos do reino e palácios. 

Rukidi IV foi coroado em 17 de abril de 2010,um dia após completar 18 anos de idade e poder assumir o reino. A cerimônia teve a presença de muitos políticos influentes de Uganda, famílias poderosas e aristocráticas além do presidente Yoweri Museveni. Dois anos depois ele se formou como baicharel da Universidade de Winchester. Atualmente mora em Uganda e faz serviços sociais, cerimoniais e representa seu reino no governo nacional de Uganda. Desde 1993 após uma emenda constitucional os reinos tradicionais de Uganda tem uma certa autônomia e seus respectivos monarcas, assim como acontece em outros reinos nacionais da África. 